# Джованні Доменіко Ферретті
Джованні Доменіко Ферретті (італ. Giovanni Domenico Ferretti 15 червня, 1692, Флоренція — 18 серпня, 1768, Флоренція) — італійський (флорентійський) художник доби рококо.

## Біографія, ранні роки
Народився у Флоренції. Батько, Антоніо Ферретті, походив з міста Імола та був за фахом ювеліром. Мати, Маргеріта Горі, походила з відомої у Флоренції родини, серед представників котрої був Антоніо Франческо Горі, науковець-історик, що вивчав культуру етрусків. Антоніо Франческо був двоюрідним братом майбутнього художника.

## Художня освіта
Точних відомостей про художнє навчання початківця не збережено. За свідченням Джованні Камілло Сагрестані він навчався в майстерні художника Джузеппе Марія Креспі (1665—1747). Серед його вчителів називають також флорентійських художників Себастьяно Галеотті (1675—1741 ) та Томмазо Реді (1665—1726). Галеотті був майстром фрескового живопису, що мав давні коріння в художній культурі Флоренції.

## Стан живопису у Флоренції зламу XVII–XVIII ст.
В XVII ст. Флоренція втратила значення провідного центра живопису, а сам живопис втратив експериментальний характер. До міста запрошують низку італійських і іноземних майстрів, що привносять в художню практику різні впливи ( це фламандське бароко, голландський реалізм, стилістика неаполітанського бароко, елементи італійського рококо, болонський академізм). В місті роками працюють Юстус Сустерманс, Лука Джордано, Джузеппе Марія Креспі, Себастьяно Річчі та інші.
Прийшла інтенсивна циркуляція новітніх ідей, хоча це мало підвищило якісний рівень живопису серед місцевих художників. 
Флоренція зберегла значення якісної школи мистецтва і надає вихідцям з міста надзвичайно якісну художню освіту, що володіють різнобічними художніми техніками (ливарна справа, висікання скульптур з мармуру і каменю, праця з теракотою, створення екзотичних скульптур і портретів з віску, виробництво художніх надгробків). Доволі високий рівень зберігає лише флорентійська скульптура, де працюють такі віртуози як Массіміліано Сольдані та Карло Бартоломео Растреллі. 

## Майстер фрескового живопису
Джованні Доменіко Ферретті став мимоволі продовжувачем традицій фрескового живопису, чим уславилась Флоренція з доби пізнього середньовіччя та раннього відродження. Художник охоче звертався до декоративного та міфологічного живопису, що мав поширення в XVIII столітті. Особливості його художнього обдарування не дозволили йому конкурувати з уславленими художниками-декораторами Венеції, котрі часто працювали за кордонами Італії або по закордонними замовам. 
Джованні Доменіко Ферретті тривалий час працював художником-декоратором і створив художні декорації в численних палацах Флоренції, серед них — 
- Палац Ручеллаї
- Палац Таддеї
- Палац Джинорі
- Палац Панчатіккі.

Серед праць у інших містах — фрески в палаці Санседоні у Сієні, в палаці Аматі Челлезі в Пістойї тощо. На відміну від майстрів пізнього бароко Італії Ферретті часто використовував тьмяні чи прозорі фарби, наближені світлоносністю до пастелі.

## Картини з Арлекіном
Докладніше: Арлекін (картини Феретті), Арлекін-художник
Малий флорентійський театрик підтримували як самі флорентійці, так і шляхетний Ораціо Санседоні з міста Сієна. Веселі вистави з витівками Арлекіна настільки сподобались сієнцю Ораціо Санседоні, що він замовив художнику Джованні Доменіко Ферретті серію картин з зображенням сцен з цим театральним персонажем. Серед них художник і подав в одній картині пришелепкуватого Арлекіна-кухаря, що жадібно кинувся готувати їжу, забувши про все на світі. За уявами того часу Арлекін, невдаха і недалекий розумом, був ненажерою і заради їжі міг покинути навіть залицяння до Коломбіни.
Таким же незграбним залишався Арлекін і тоді, коли обрав фах художника чи вояка.
Повних відомостей про створення серій не збережено. За припущеннями їх було дві. Останню  датують 1745–1751 роками. Тобто, картини створені в останній період творчості художника, коли на його творчість впливали і його досвід, і його майстерність. Невідомо також, скільки картин первісно входило до першої та другої серій.
Картини давно розійшлись по різним приватним і музейним збіркам, що утруднює їх вивчення. Серія картин про витівки Арлекіна роботи Ферретті стала значимим явищем як в творчості самого художника, так і в мистецтві італійського рококо. Для того часу значимими вважали релігійний живопис та історичний жанр на античні теми, саме ними і займався Ферретті. Тим несподіванішим для шанувальників серйозного живопису було його звертання до театральних сцен з Арлекіном та до побутового жанру, престижність котрого була тоді невисокою. Про помітний розголос серії картин роботи Ферретті свідчать також численні копії картин та їх інтерпретації чи власні звертання до теми іншими художниками.
У 1780-х рр. картини з зображеннями Арлекіна перевів у гравюри Себастьяно Бенедетто Бартолоцці. 
Талановитому італійському художнику вдалося не тільки зафіксувати сторінки театральної історії Флоренції, а й помітно поглибити саме мистецтво доби рококо.